# Präsidentschaftswahl in Albanien 2017

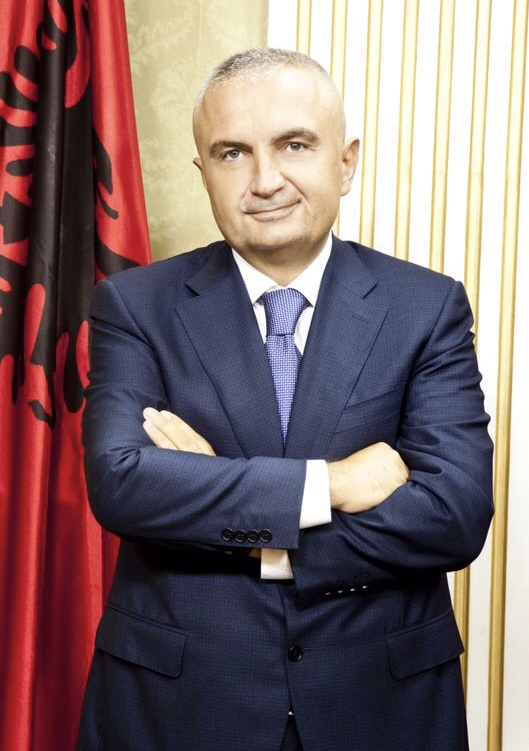
Ilir Meta wurde 2017 zum Präsidenten Albaniens gewählt

Die Präsidentschaftswahl in Albanien fand im April 2017 statt, noch vor der Parlamentswahl im Juni. Gewählt zum Präsidenten der Republik Albanien wurde am 28. April 2017 Ilir Meta.

## Wahlregelung
Die Wahl des Präsidenten von Albanien ist eine indirekte Wahl. Sie wird in geheimer Abstimmung durch die Abgeordneten des Albanischen Parlaments abgehalten und kann verfassungsmäßig bis zu fünf Durchgänge haben. Bis zum dritten Anlauf muss ein Kandidat drei Fünftel der Stimmen erhalten, um gewählt zu werden. Falls auch im fünften Durchgang keiner der Kandidaten die absolute Mehrheit erreicht, wird das Parlament aufgelöst, und Neuwahlen finden innerhalb von 60 Tagen statt. Das gewählte Staatsoberhaupt amtiert während einer Amtszeit von fünf Jahren.

## Ausgangslage
Im Juni 2012 wählte das Parlament Albaniens nach vier Anläufen Bujar Nishani, den Kandidaten der Demokratischen Partei (PD), zum Präsidenten des Landes. Nach der Parlamentswahl 2013 ist es zu einem Regierungswechsel gekommen und die Sozialistische Partei (PS) erlangte die Mehrheit. Eine Wiederwahl Nishanis war daher wenig wahrscheinlich. Im Februar 2017 trat die sich in Opposition befindende Demokratische Partei in einen Protest, der mit einem Boykott der Parlamentssitzungen verbunden war.

## Kandidaten
Auch noch im April 2017 hatte keine der beiden dominierenden Parteien in Albanien einen offiziellen Kandidaten aufgestellt. Dennoch gab es im Vorfeld der Wahl viele Spekulationen um das zukünftige Staatsoberhaupt.
Außenminister Ditmir Bushati schätzte im September 2016 den Parlamentspräsidenten Ilir Meta von der Sozialistischen Bewegung für Integration (LSI) als aussichtsreichen Kandidaten ein. Auch Verteidigungsministerin Mimi Kodheli und Valentina Leskaj galten als mögliche Kandidatinnen; im Falle einer Wahl hätte dies zur ersten weiblichen Präsidentin Albaniens geführt.

## Wahlverlauf
Am 19. April 2017 hielt das albanische Parlament den ersten von fünf möglichen Wahlgängen ab. Da zu diesem Zeitpunkt jedoch kein Kandidat offiziell zur Wahl aufgestellt worden war, scheiterte dieser Anlauf. Die Sozialistische Partei und ihre Koalitionspartner, die zusammen die Mehrheit im Parlament innehaben, wollten der Opposition damit Zeitraum geben, sich an einem Dialog zu beteiligen. Regierungschef Edi Rama erklärte nach der ersten Wahlrunde:

„Die Sozialisten haben die Mehrheit, um den Präsidenten der Republik zu wählen, aber wir versuchen, der Opposition eine Chance zu geben, um eine repräsentative und allumfassende Figur zu finden. […] Besser ein Präsident ein paar Tage später, als ein Präsident gewählt in einem von der Opposition verlassenen Saal.“

Auch der zweite Wahlgang am darauffolgenden Tag scheiterte gleichermaßen ohne einen aufgestellten Kandidaten.
Nach dem ebenfalls gescheiterten dritten Anlauf am 27. April 2017, den die Opposition weiterhin boykottierte, kündigte die PS an, mit der Präsidentenwahl nicht mehr viel länger zu warten. Auch trotz Vermittlungsbemühungen des Regierungspartners LSI weigere sich die PD, an jeglichem Dialog teilzunehmen.
Am 28. April 2017 wurde Ilir Meta mit 87 Stimmen von 89 Anwesenden Parlamentsmitgliedern zum Präsidenten gewählt. Das absolute Mehr lag bei 71 Stimmen. Die Opposition hatte auch diese Parlamentssitzung boykottiert.